# Скригове
Скригове́ — історична назва села Скриголово, пов'язана з порятунком людей від нападу татаро-монголів, в болотистій місцевості річки Судилівка, звідти і пішла назва «там де люди голови скрили») село в Україні, у Луцькому районі Волинської області. Входить до складу Мар'янівської селищної громади. Населення становить 118 осіб.

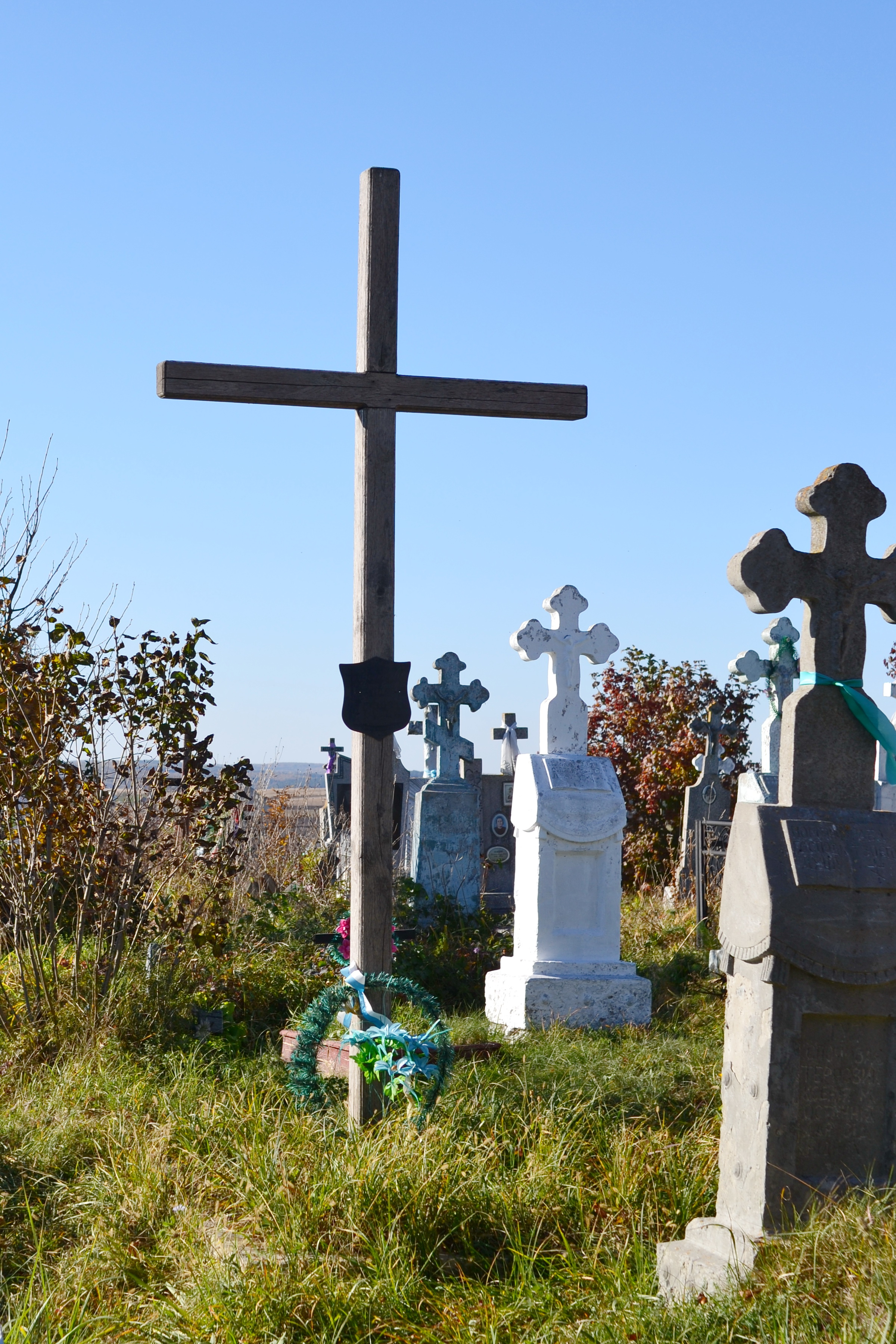
Могила братська 3 воїнів УПА

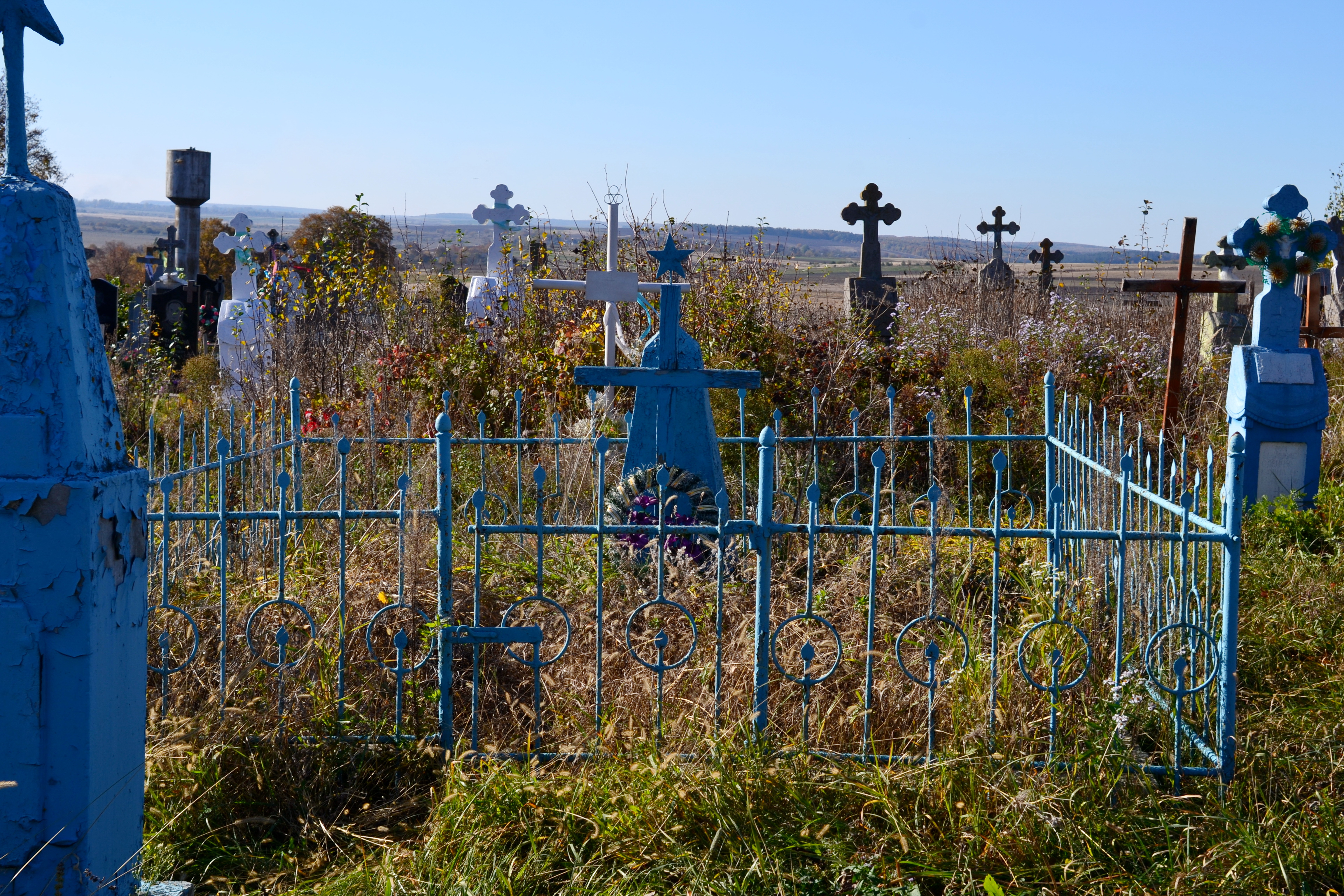
Могила лейтенанта радянської армії Крестьянінова А. К.

В селі працює: загальноосвітня школа 1-2 ступенів (директор Сусь В. А.) Музей історії села (завідувачка Харків Є. І.).
Є також храм Успіння Пресвятої Богородиці (настоятель отець Роман Яцерук).

## Населення
Згідно з переписом УРСР 1989 року чисельність наявного населення села становила 381 особа, з яких 163 чоловіки та 218 жінок.
За переписом населення України 2001 року в селі мешкали 402 особи.

### Мова
Розподіл населення за рідною мовою за даними перепису 2001 року:
| Мова       | Відсоток |
| ---------- | -------- |
| українська | 99,50 %  |
| російська  | 0,50 %   |

### Уродженці
- Кривов'язов Микола Володимирович (1995—2022) — солдат Збройних сил України, учасник російсько-української війни, що загинув у ході російського вторгнення в Україну в 2022 році.